# Stefano Marzo
Stefano Marzo (sinh 22 tháng 3 năm 1991) là một cầu thủ bóng đá Bỉ thi đấu cho Lokeren ở Belgian Pro League. Anh từng đá cho PSV Eindhoven, Beerschot và SC Heerenveen. Sinh ra ở Lommel, anh có gốc Ý.